# Puerto Lumbreras
Puerto Lumbreras é um município da Espanha na província e comunidade autónoma de Múrcia. Tem 135,5 km² de área e em 2021 tinha 16 060 habitantes (densidade: 118,5 hab./km²).

## Demografia
| Variação demográfica do município entre 1991 e 2004 | Variação demográfica do município entre 1991 e 2004 | Variação demográfica do município entre 1991 e 2004 | Variação demográfica do município entre 1991 e 2004 |
| --------------------------------------------------- | --------------------------------------------------- | --------------------------------------------------- | --------------------------------------------------- |
| 1991                                                | 1996                                                | 2001                                                | 2004                                                |
| 9961                                                | 10474                                               | 11331                                               | 12037                                               |